# 卡哈馬卡省
卡哈馬卡省（西班牙語：Provincia de Cajamarca），是秘魯的省份，位於該國北部卡哈馬卡大區，首府是卡哈馬卡，海拔高度2,720米，面積2,979平方公里，2012年人口368,639，人口密度每平方公里0.12人。